# Andreas Gabalier

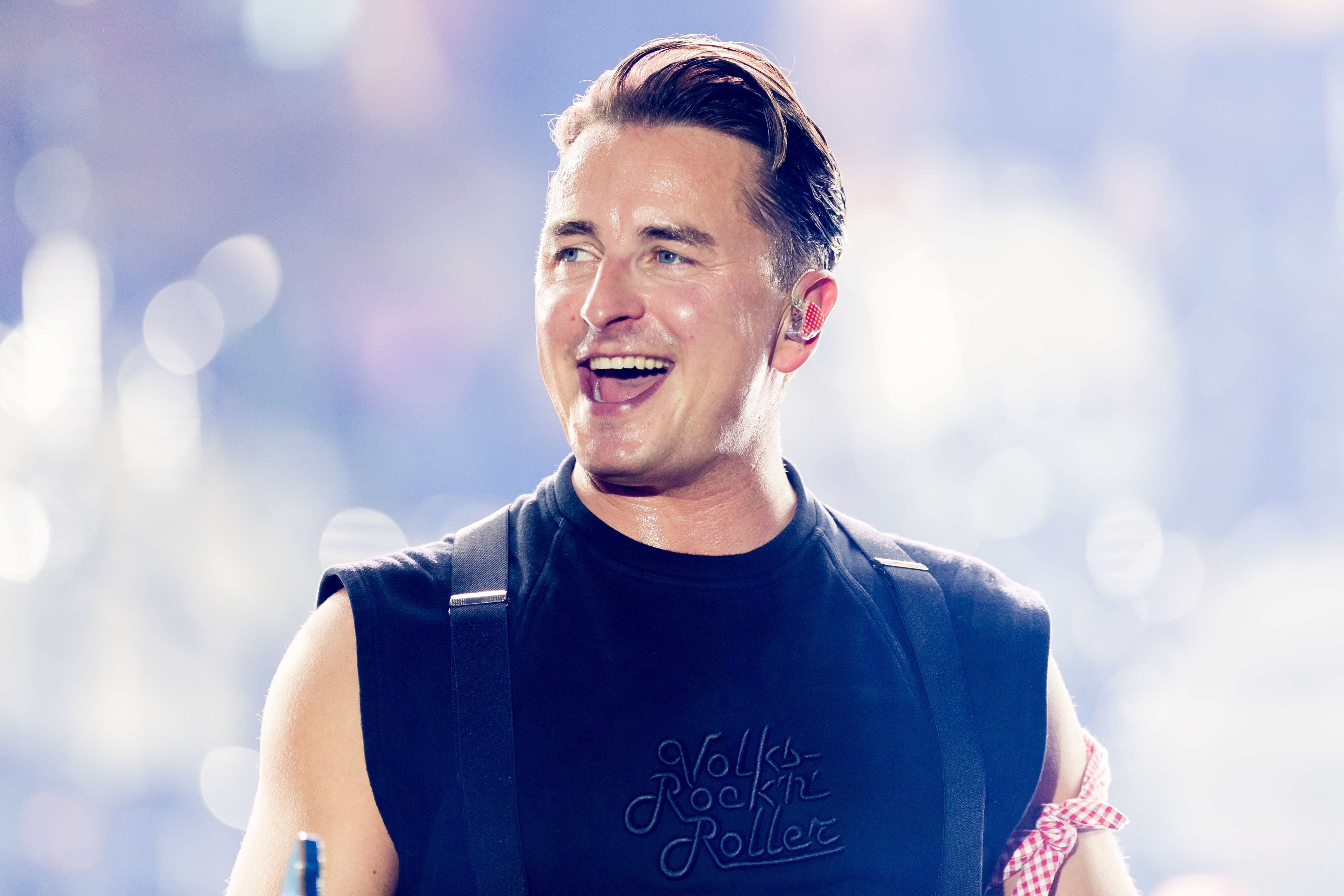
Andreas Gabalier, 2023

Andreas Georg Gabalier (* 21. November 1984 in Friesach) ist ein österreichischer Sänger der volkstümlichen Musik. Zu seinen bekanntesten Stücken gehören I sing a Liad für di (2011), Amoi seg’ ma uns wieder (2014) und Hulapalu (2015).

## Familie und Privatleben
Andreas Gabalier wurde 1984 im kärntnerischen Friesach als zweitältestes der vier Kinder von Wilhelm und Huberta Gabalier geboren. Er wuchs in Graz auf. 2006 starb sein Vater durch Suizid; 2008 tötete sich auch seine jüngere Schwester selbst. Ihnen ist das Lied Amoi seg’ ma uns wieder gewidmet. Neben dem Turniertänzer Willi Gabalier hat er noch einen jüngeren Bruder.
Der Familienname Gabalier ist in Kärnten als dialektale Variante von Kavalier verbreitet. Nach Angaben des Sängers stamme er jedoch von einem französischen Soldaten ab, der 1796 im Verlauf des Italienfeldzugs von Napoleon Bonaparte nach Österreich geriet und dort blieb.
Gabalier war von 2013 bis 2019 mit der österreichischen Moderatorin Silvia Schneider liiert. Als Gabaliers Markenzeichen gilt eine kurze Lederhose, die er bei Auftritten trägt.

## Musikalische Karriere

### Ausbildung und Anfänge

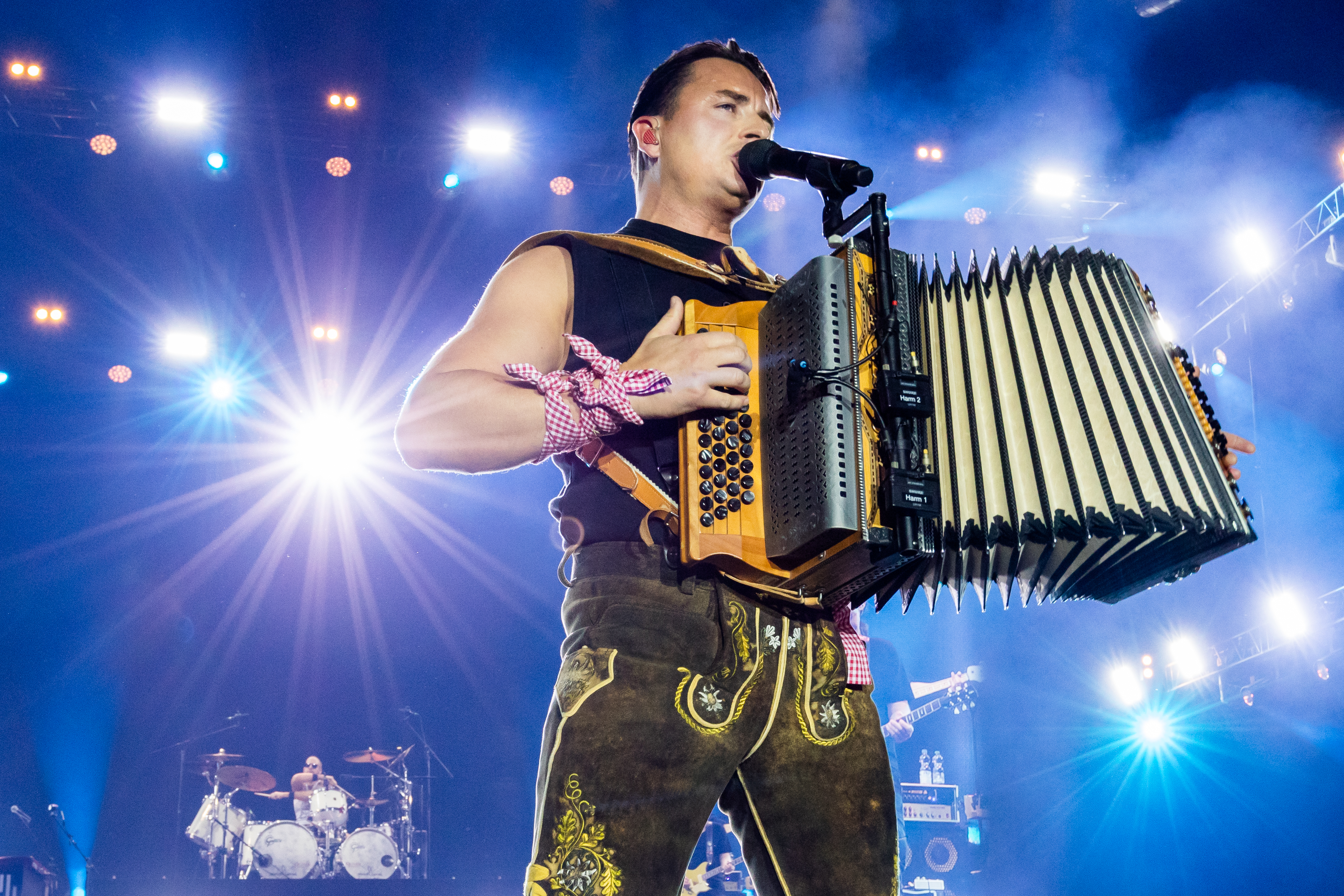
Gabalier mit steirischer Harmonika, 2023

Gabalier begann nach Absolvierung der Handelsakademie in Graz ein Studium der Rechtswissenschaften. Als musikalische Vorbilder nennt er Elvis Presley, The Rolling Stones, AC/DC, Bruce Springsteen, Tina Turner und Hubert von Goisern. Er bezeichnet seinen Musikstil als Volks-Rock ’n’ Roll. Er spielt steirische Harmonika.
Seine Erstlingswerke als Sänger wurden in einem Hobbystudio aufgenommen. Im Sommer 2008 brachte Gabalier, damals noch Student, zwei dieser Stücke ins ORF-Landesstudio Steiermark. Im Dezember 2008 spielte er seine ersten öffentlichen Konzerte; im Februar 2009 sang er vor 10.000 Gästen des Steirischen Bauernbundballs. Im Mai 2009 nahm er an der nationalen Vorentscheidung zum Grand Prix der Volksmusik teil. Im selben Monat erschien sein Debütalbum Da komm’ ich her. Es stieg bis auf Platz 4 der österreichischen Charts, erhielt nach knapp einem Monat Gold für 10.000 verkaufte Einheiten und war für einen Amadeus als Album des Jahres nominiert. Das Album blieb insgesamt 260 Wochen in den Charts und erhielt fünfmal Platin.

### 2011–2015: Durchbruch und Erfolge

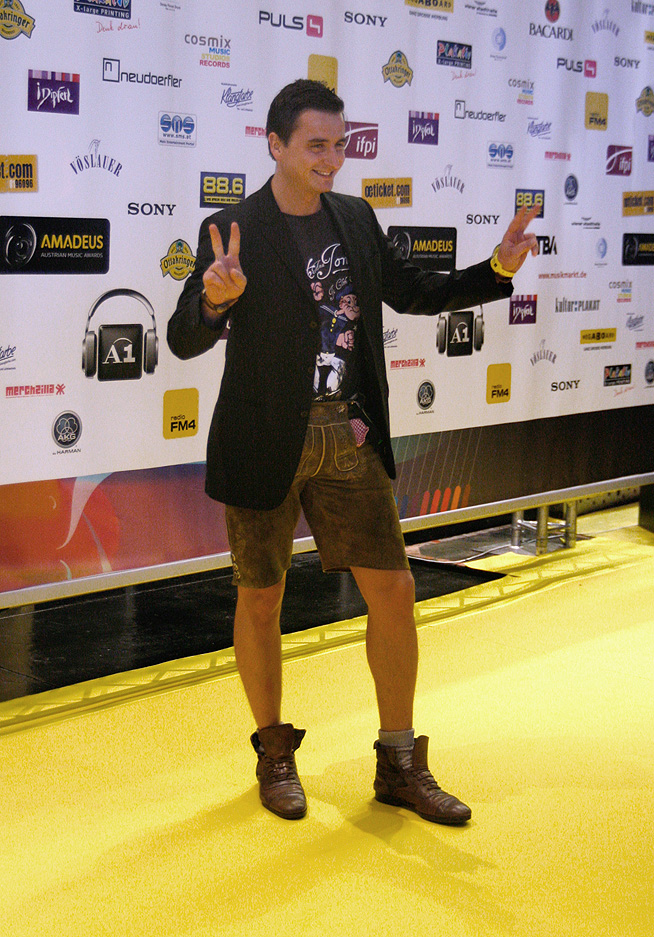
Andreas Gabalier, 2010

In Deutschland wurde Gabalier vor allem durch seinen Auftritt bei Carmen Nebel im April 2011 bekannt. Nach der Show wurde sein Titel I sing a Liad für di so häufig heruntergeladen, dass er in den deutschen Singlecharts Platz 65 erreichte, obwohl das Stück in Deutschland nicht für eine Veröffentlichung vorgesehen war. Angesichts der wachsenden Popularität, die zu zahlreichen inoffiziellen Remixen führte, entschloss sich Universal, den Titel auch für Deutschland zu lizenzieren.
Die Single erschien im Juli 2011 und erreichte erneut die deutschen Charts, aber erst nach der Veröffentlichung der Party-Version I sing a Liad für Dich von DJ Ötzi und einem erneuten Fernsehauftritt beim Herbstfest der Volksmusik im Oktober 2011 erreichte sie mit Platz 30 erstmals die obere Hälfte der deutschen Charts. In Österreich belegte das Stück Platz neun der Ö3 Austria Top 40 und hielt sich 132 Wochen lang in der Hitparade, womit er der bisher am längsten gelistete Titel in den österreichischen Charts ist.
64 Wochen nach Charteintritt erreichte das Album Herzwerk im September 2011 Platz eins der österreichischen Charts. Mit 82 Wochen ist es das Album, das am zweitlängsten in den Top 10 der österreichischen Albumcharts war. Drei Wochen lang gelang es Gabalier mit seinen Alben Da komm’ ich her, Herzwerk und dem Nachfolgealbum Volks-Rock’n’Roller drei Alben gleichzeitig in den Top 10 zu positionieren. In den österreichischen Jahresalbumcharts 2011 erreichten die drei Alben Platz eins, drei und vier.
Gabalier hat in Österreich dreimal Gold und 31 Mal Platin erhalten und über zwei Millionen Tonträger verkauft. Im März 2012 gewann er einen Echo in der Kategorie Künstler/Künstlerin/Gruppe Volkstümliche Musik. Bei der Verleihung des österreichischen Musikpreises Amadeus 2012 wurde er in den Kategorien Schlager und Best Live Act ausgezeichnet. Im November 2012 erhielt er in Düsseldorf den Bambi in der Kategorie Shooting Star.
2013 und 2014 erhielt er erneut den Amadeus, diesmal in der Kategorie Volkstümliche Musik. Im Mai 2013 wurde er in Wien für den offiziellen Song der Alpinen Ski-WM 2013, Go for Gold, mit Gold ausgezeichnet. 2015 wurde er erneut für den Best Live Act mit dem Amadeus ausgezeichnet.

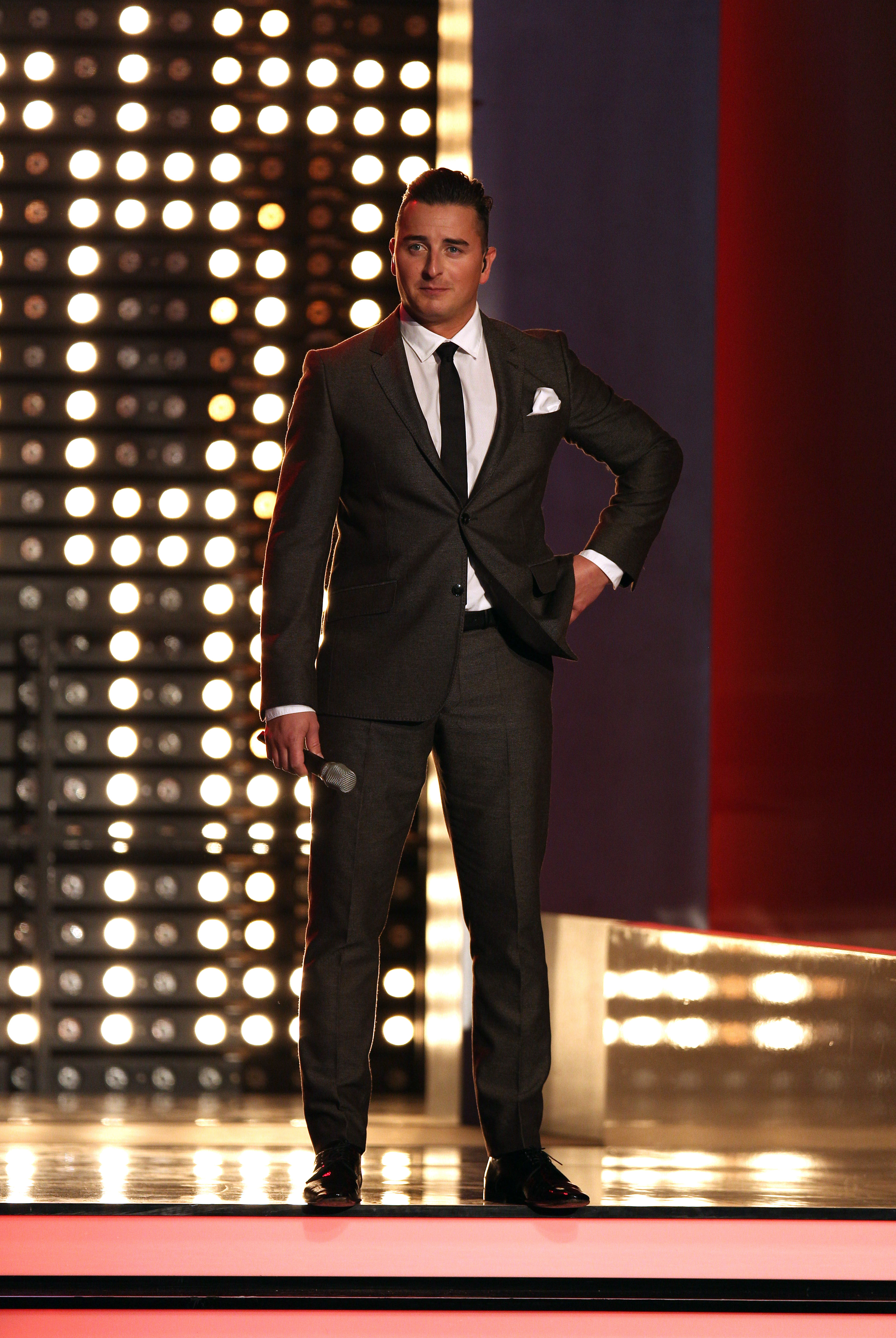
Andreas Gabalier, 2014

Im Frühjahr 2014 nahm er zusammen mit mehreren deutschen Sängern an der von VOX ausgestrahlten Sendereihe Sing meinen Song – Das Tauschkonzert teil. Xavier Naidoo erreichte mit seiner in der Sendung gesungenen Version von Gabaliers Ballade Amoi seg’ ma uns wieder Platz zwölf, Gabalier mit der Originalversion Platz 18 in den deutschen Musikcharts. Im Oktober erreichte der Titel die deutschen Top 10, nachdem er in der Sendung Das Supertalent von einem Kandidaten gesungen worden war. Im September 2014 kehrte sein zu dem Zeitpunkt seit 59 Wochen in den Charts positioniertes Album Home Sweet Home zurück auf Platz eins der österreichischen Albumcharts. Die Alben Da komm’ ich her, Herzwerk und Home Sweet Home sind in den Top 10 der Alben mit der erfolgreichsten Chart-Performance aller Zeiten in Österreich positioniert.

### Seit 2016: Weitere Karriere
2016 war Gabalier der erste österreichische Künstler, der in der Konzertreihe MTV Unplugged auftrat. Dazu lud er zahlreiche Duettpartner wie Xavier Naidoo, Gregor Meyle, Max Giesinger und die Hip-Hopper 257ers ein. Im Mai 2019 veröffentlichte er mit Arnold Schwarzenegger einen Song mit dem Titel Pump it Up. Im selben Jahr feierte Gabalier sein zehnjähriges Bühnenjubiläum mit einer Stadiontournee durch den deutschsprachigen Raum. Den Abschluss dieser Tournee bildete im August 2019 ein Konzert im ausverkauften Wiener Ernst-Happel-Stadion.
Im Juni 2021 veröffentlichte Gabalier das Lied Liebe leben, das sich gegen Rassismus und Homophobie wendet. Im August 2022 spielte er auf dem Gelände der Messe München ein Konzert vor 100.000 Zusehern und brach damit einen Rekord: Noch nie hatte ein österreichischer Künstler für ein einziges Konzert so viele Karten verkauft.

## Kontroversen
Als Gabalier im Juni 2014 beim Großen Preis von Österreich die österreichische Bundeshymne in der bis 2012 gültigen Version mit der Zeile „Heimat bist du großer Söhne“ ohne die gesetzlich festgelegte geschlechtergerechte Änderung „Heimat großer Töchter und Söhne“ sang, wurde er kritisiert, u. a. von Grünen, der Frauenministerin Gabriele Heinisch-Hosek (SPÖ) und Ex-Frauenministerin Maria Rauch-Kallat (ÖVP). In den Medien gab es wochenlange Diskussionen. Gabalier forderte in diesem Zusammenhang eine Rückkehr zum alten Text: Er sei „sehr für Frauenrechte. Aber dieser Gender-Wahnsinn […] in den letzten Jahren […] muss wieder aufhören.“ Bei der Überreichung des Amadeus 2015 für den Best Live Act sagte er, es sei „nicht leicht auf dieser Welt, wenn man als Manderl heute noch auf ein Weiberl steht“. Dies löste weitere Kritik aus; Unterstützung erhielt er von Felix Baumgartner sowie FPÖ-Politikern.
Der Chef des Wiener Konzerthauses, Matthias Naske, sagte im Mai 2017 in der Tageszeitung Die Presse, dass er Gabalier (anders als der Wiener Musikverein) nicht auftreten lassen würde, und bezeichnete dessen Auftritt im Goldenen Saal des Musikvereins als „Fehler“. Man müsse wissen, wer Gabalier sei und wofür er stehe. Durch das Interview sah sich Gabalier in die „rechte Ecke“ gedrängt und in seinem wirtschaftlichen Fortkommen beschädigt, da Konzertveranstalter seine Konzerte stornieren würden. Daher reichte er eine Wettbewerbsklage auf Feststellung des Schadens und Widerruf wegen Herabsetzung (Ehrenbeleidigung) ein. Die Klagen wurden letztinstanzlich abgewiesen, da die Aussagen laut Gerichtsurteil durch die Meinungsfreiheit gedeckt seien.
Anfang 2019 sorgte die geplante Verleihung des Karl-Valentin-Ordens an Gabalier für Kritik. Die deutsche Boulevard-Zeitung Bild titelte im Jänner 2019 mit der Schlagzeile Hakenkreuz-Streit um Gabalier und bezog sich dabei auf das Cover seines 2011 erschienenen Albums Volks Rock’n’Roller, auf dem Gabalier nach Ansicht seiner Kritiker ein Hakenkreuz andeutet. Der Nachlassverwalter der Familie Karl Valentins, Gunter Fette, kritisierte in diesem Zusammenhang: „Es ist nicht hinzunehmen, dass Gabalier mit seinem offenkundigen Spiel mit faschistischen Symbolen, seiner Frauenfeindlichkeit und seiner Homophobie mit dem Namen Karl Valentins in Verbindung gebracht wird.“ Der Orden wurde Gabalier im Februar 2019 verliehen.
Bei der Kundgebung zum ersten Mai der Grazer SPÖ 2019 spielte die gebuchte Partyband während des Konzertes ein Lied von Gabalier. Die SPÖ-Politikerin Doris Kampus sagte im Anschluss, dass die Band kein weiteres seiner Lieder spielen dürfe, da sich die SPÖ von den Liedern unter anderem wegen Gabaliers Frauenbild distanziere. Dieser bezeichnete die Unerwünschtheit daraufhin in einer Videobotschaft als Skandal und „Faschismus in reinster Form“.

## Rezeption
Der geschäftsführende Direktor des Zentrums für Populäre Kultur und Musik der Albert-Ludwigs-Universität Freiburg, Michael Fischer, analysierte für das Magazin Bento einzelne Liedtexte von Gabalier. Sein Fazit: „In den Liedern von Andreas Gabalier geht es vordergründig um ‚Heimatkitsch‘, religiöse Gefühle und überholte Rollenbilder. Das findet man so zwar auch bei anderen Schlagerliedern, aber im Politischen geht Gabalier deutlich weiter als andere“. Die Textpassage „eisernes Kreuz, das am höchsten Berggipfel steht“ (aus Mein Bergkamerad) ist laut Fischer aufgrund ihrer Anlehnung an die alte Kriegsauszeichnung Eisernes Kreuz eine gewollte Provokation, so etwas könne kein Zufall sein. Ein solches „Spiel mit Begriffen“ kenne man auch von rechtspopulistischen Politikern.
Sebastian Gloser von nordbayern.de bezeichnet Gabalier als „Brückenbauer zur Neuen Rechten“. Auch Gloser verweist auf die Textpassage mit dem „eisernen Kreuz“ und erwähnt Gabaliers Aufzählung von Deutschen, Italienern und Japanern – den Achsenmächten im Zweiten Weltkrieg – im Song Biker sowie Gabaliers Hakenkreuz-Pose auf dem Albumcover von Volks-Rock’n’Roller. Weiterhin kritisiert Gloser das Gesellschaftsbild Gabaliers, das eher zu den 1950er Jahren passe. Auf die Hakenkreuz-Pose verweisen auch andere Journalisten.
Im März 2020 warf der Kulturforscher Jens Wietschorke Gabalier vor, eine „Echokammer für Rechtspopulismus“ zu schaffen, „ohne sich darauf festlegen zu lassen“. Er wende sich wie viele Populisten „tendenziell an eine schweigende Mehrheit“ und bediene sich „einer Geste des heimlichen Einverständnisses“. Wietschorke zitiert die Zeile „Irgendwann kommt dann der Punkt, wo’s einem reicht, dann wird’s zuviel“ aus dem Song A Meinung haben und merkt an, wer „so etwas vor dem Hintergrund der Flüchtlingsdebatten 2015/16 auf einer Stadionbühne“ singe, der werde „ganz genau verstanden, auch wenn er nicht sagt, worum es ihm da konkret geht“.
Gabalier selbst will nicht als rechtskonservativ oder reaktionär wahrgenommen werden.

## Diskografie
Studioalben

| Jahr | Titel Musiklabel                                   | Höchstplatzierung, Gesamtwochen, AuszeichnungChartplatzierungen (Jahr, Titel, Musiklabel, Platzierungen, Wochen, Auszeichnungen, Anmerkungen) | Höchstplatzierung, Gesamtwochen, AuszeichnungChartplatzierungen (Jahr, Titel, Musiklabel, Platzierungen, Wochen, Auszeichnungen, Anmerkungen) | Höchstplatzierung, Gesamtwochen, AuszeichnungChartplatzierungen (Jahr, Titel, Musiklabel, Platzierungen, Wochen, Auszeichnungen, Anmerkungen) | Anmerkungen                                                |
| Jahr | Titel Musiklabel                                   | DE | AT | CH | Anmerkungen                                                |
| ---- | -------------------------------------------------- | --- | --- | --- | ---------------------------------------------------------- |
| 2009 | Da komm’ ich her Koch Universal (UMG)              | DE33 Platin · (18 Wo.)DE | AT4 ×5Fünffachplatin · (295 Wo.)AT | CH19 Gold · (16 Wo.)CH | Erstveröffentlichung: 29. Mai 2009 Verkäufe: + 315.000     |
| 2010 | Herzwerk Koch Universal (UMG)                      | DE31 ×2Doppelplatin · (60 Wo.)DE | AT1 ×8Achtfachplatin · (195 Wo.)AT | CH23 Platin · (57 Wo.)CH | Erstveröffentlichung: 23. Juli 2010 Verkäufe: + 590.000    |
| 2011 | Volks-Rock‘n’Roller Koch Universal (UMG)           | DE19 Platin · (23 Wo.)DE | AT1 ×8Achtfachplatin · (100 Wo.)AT | CH35 Platin · (39 Wo.)CH | Erstveröffentlichung: 14. Oktober 2011 Verkäufe: + 390.000 |
| 2013 | Home Sweet Home Electrola • Stall-Records (UMG)    | DE4 ×7Siebenfachgold · (150 Wo.)DE | AT1 ×6Sechsfachplatin · (163 Wo.)AT | CH2 Platin · (128 Wo.)CH | Erstveröffentlichung: 7. Juni 2013 Verkäufe: + 820.000     |
| 2015 | Mountain Man Electrola • Stall-Records (UMG)       | DE1 ×3Dreifachgold · (114 Wo.)DE | AT1 ×3Dreifachplatin · (130 Wo.)AT | CH1 Platin · (116 Wo.)CH | Erstveröffentlichung: 15. Mai 2015 Verkäufe: + 365.000     |
| 2018 | Vergiss mein nicht Electrola • Stall-Records (UMG) | DE1 Gold · (38 Wo.)DE | AT1 ×2Doppelplatin · (42 Wo.)AT | CH1 Gold · (35 Wo.)CH | Erstveröffentlichung: 1. Juni 2018 Verkäufe: + 140.000     |
| 2022 | Ein neuer Anfang Electrola • Stall-Records (UMG)   | DE2 (11 Wo.)DE | AT1 (24 Wo.)AT | CH2 (10 Wo.)CH | Erstveröffentlichung: 17. Juni 2022                        |

## Filmografie
- 2014: Die Rosenheim-Cops (Fernsehserie, Folge Mozarts kleiner Bruder)

## Auszeichnungen (Auswahl)
- Amadeus Award

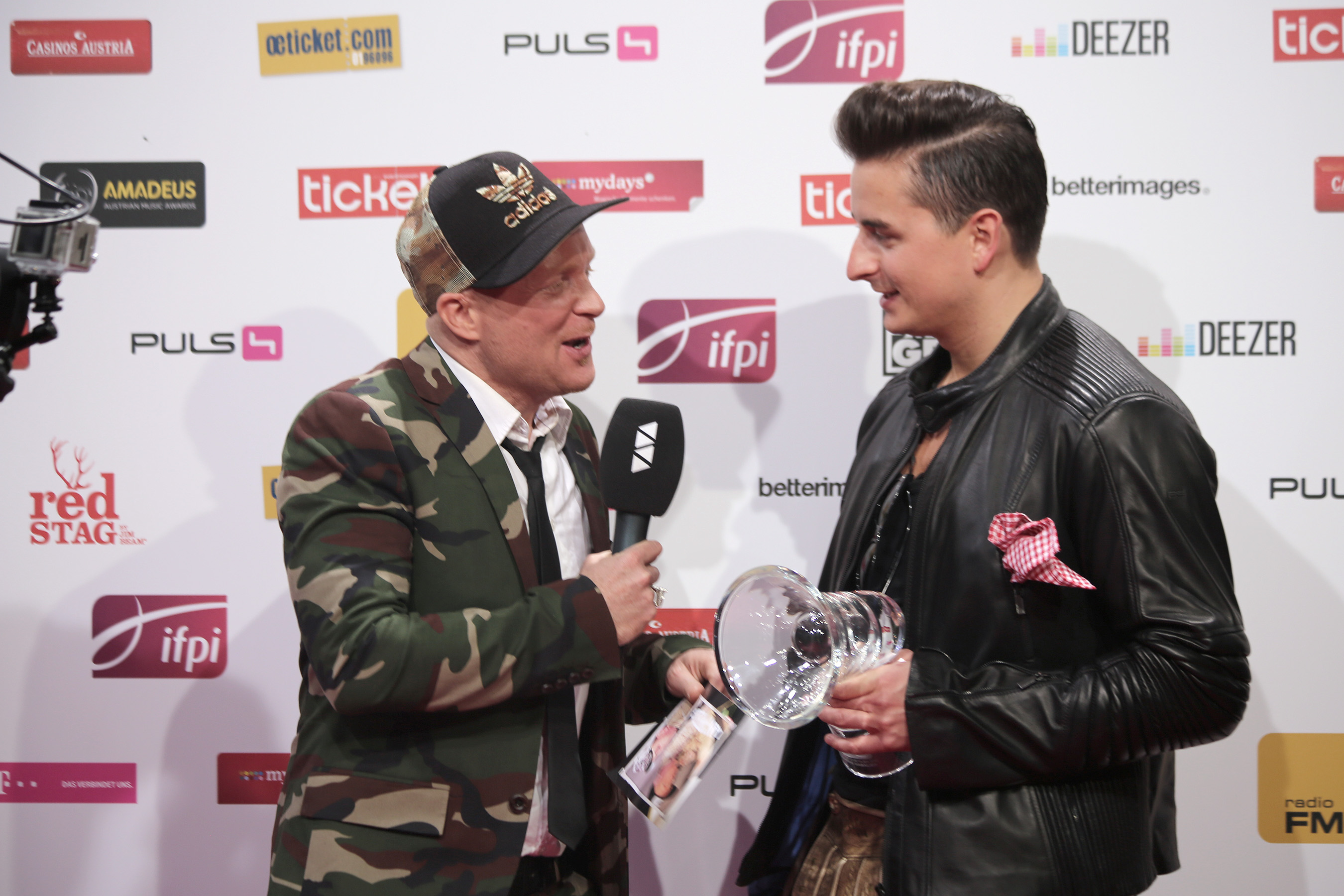
Gabalier beim Amadeus Award 2013

  - 2012: in der Kategorie Bester Live Act
  - 2012: in der Kategorie Schlager
  - 2013: in der Kategorie Volkstümliche Musik
  - 2014: in der Kategorie Volkstümliche Musik
  - 2015: in der Kategorie Bester Live Act
  - 2016: in der Kategorie Volksmusik
  - 2017: in der Kategorie Volksmusik

- Bambi
  - 2012: in der Kategorie Shootingstar

- Deutscher Fernsehpreis
  - 2014: in der Kategorie Beste Unterhaltung (Sing meinen Song – Das Tauschkonzert)

- Die Eins der Besten
  - 2015
  - 2019: in der Kategorie Sänger des Jahres

- ECHO Pop
  - 2012: in der Kategorie Künstler/Künstlerin/Gruppe Volkstümliche Musik (Herzwerk)
  - 2015: in der Kategorie Volkstümliche Musik (Home Sweet Home)
  - 2015: in der Kategorie Partner des Jahres (Sing meinen Song – Das Tauschkonzert)
  - 2017: in der Kategorie Volkstümliche Musik

- Munich Olympic Walk of Stars
  - 2013
  - 2017

- Karl-Valentin-Orden
  - 2019
- Goldenes Ehrenzeichen der Stadt Graz[54]
  - 2019